# 米哈伊利夫卡 (奧斯特羅赫市鎮)
50°23′11″N 26°23′50″E / 50.38639°N 26.39722°E
米哈伊利夫卡（烏克蘭語：Михайлівка）是烏克蘭西北部里夫內州里夫內區奧斯特羅赫市鎮的村莊。該村始建於1769年，面積0.75平方公里，海拔高度213米，2001年人口173，人口密度每平方公里229.8人。